# Patrice Brisebois
Pour les articles homonymes, voir Brisebois.
Patrice Brisebois (né le 27 janvier 1971 à Montréal, Québec, Canada) est un joueur de hockey sur glace professionnel de la Ligue nationale de hockey évoluant au poste de défenseur pour les Canadiens de Montréal. Il annonce sa retraite le 24 septembre 2009 et le soir même, il reçoit le trophée Jean-Béliveau
Depuis, il a entamé une carrière en course automobile en étant pilote de la série Nascar Canadian Tire. En 2010, il a participé à la première édition de la téléréalité La Série Montréal-Québec en tant qu'assistant entraineur pour l'équipe de Montréal. Il en devient l'entraineur-chef pour l'édition 2011. Il participe aussi à la télésérie canadienne « Battle of the blades » dans laquelle il patine en duo avec Shae-Lynn Bourne afin de ramasser des fonds pour l'hôpital Sainte-Justine.
Brisebois a été un analyste de hockey à la chaîne TVA Sports et porte-parole pour ClearEyes.

## Biographie

### Carrière de joueur
Brisebois est choisi par les Canadiens de Montréal lors du repêchage d'entrée dans la LNH 1989, à la 30e position (deuxième ronde). Il porte les couleurs des Canadiens de Montréal durant 14 saisons et remporte la Coupe Stanley en 1993. Au cours de l'été 2005, il signe un contrat de 2 ans d'une valeur de 4,5 millions de dollars américains avec l'Avalanche du Colorado. En 2005-2006, il atteint un sommet personnel de 38 points. Le 3 août 2007, en tant que joueur autonome, il signe à nouveau un contrat avec Montréal pour la somme de 700 000 dollars pour la saison 2007-2008. Le 12 septembre 2008, il signe de nouveau un contrat d'un an d'une valeur de 750 000 dollars pour la saison 2008-2009. Patrice Brisebois joue sa 1000e partie en carrière dans la LNH le 14 mars 2009 contre les Devils du New Jersey. Il a annoncé sa retraite le 24 septembre 2009 après 18 ans dans la LNH.

### Carrière d'entraîneur
Le 12 juin 2012, Patrice Brisebois commence une nouvelle étape de sa carrière dans le hockey lorsque les Canadiens de Montréal l'embauchent à titre d'entraîneur attitré au développement des joueurs. Il a quitté ce poste le 17 juillet 2014 pour des raisons familiales.

### Course automobile

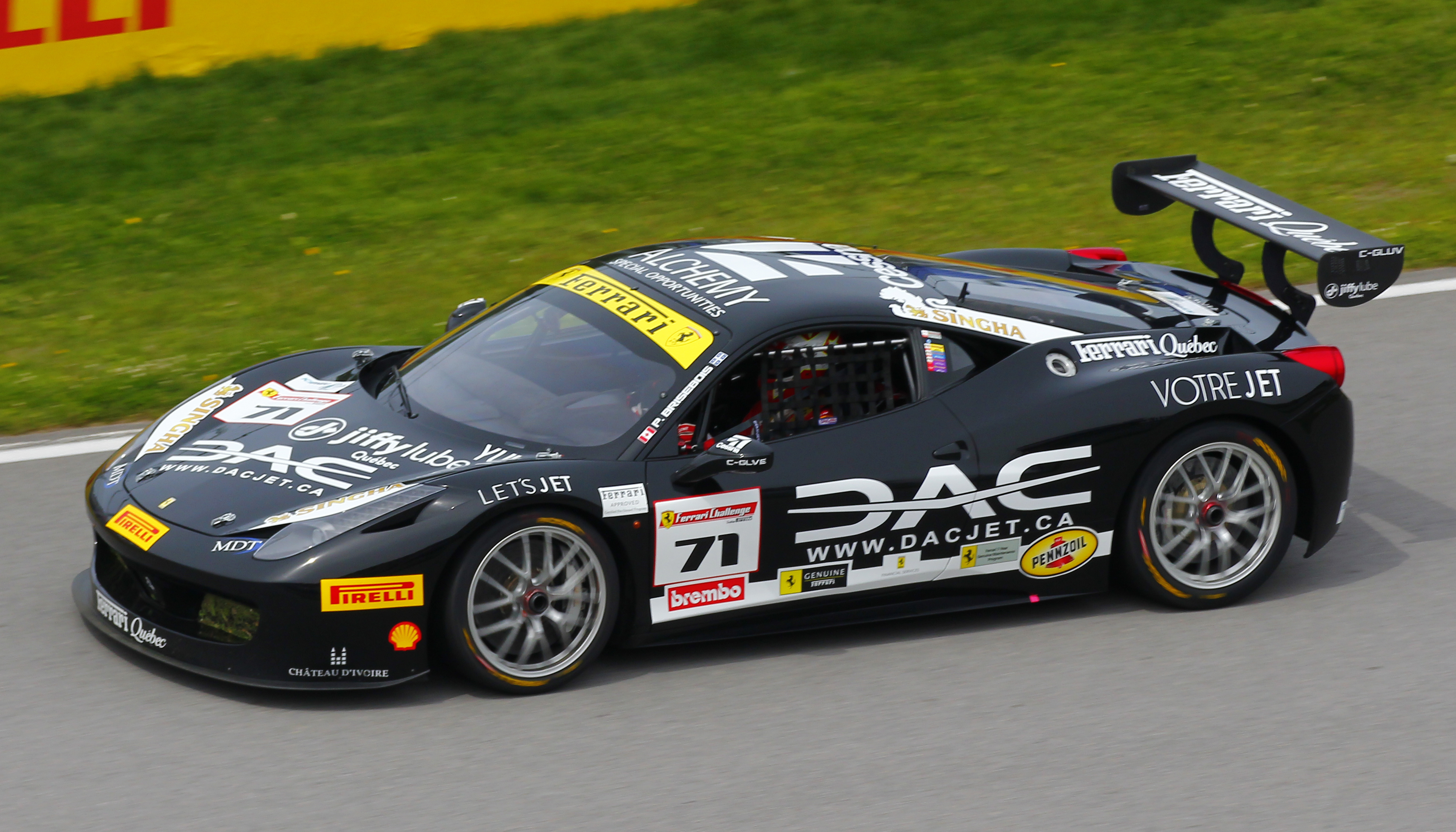
Challenge Ferrari - Circuit Gilles-Villeneuve 7 juin 2015 (Photo Paul-Émile Poulin-Jacques)

Depuis le début des années 2000, Patrice Brisebois participe sporadiquement à des compétitions automobiles, d'abord en Challenge Ferrari, série dans laquelle il a remporté une victoire au Circuit Mont-Tremblant en juillet 2008, puis en NASCAR Canadian Tire depuis 2009.

## Statistiques
| Saison     | Équipe                      | Ligue      |      | Saison régulière | Saison régulière | Saison régulière | Saison régulière | Saison régulière |    | Séries éliminatoires | Séries éliminatoires | Séries éliminatoires | Séries éliminatoires | Séries éliminatoires |
| Saison     | Équipe                      | Ligue      | PJ   | B                | A                | Pts              | Pun              | PJ               | B  | A                    | Pts                  | Pun                  |                      |                      |
| 1987-1988  | Titan de Laval              | LHJMQ      | 48   | 10               | 34               | 44               | 95               | 6                | 0  | 2                    | 2                    | 2                    |                      |                      |
| 1988-1989  | Titan de Laval              | LHJMQ      | 50   | 20               | 45               | 65               | 95               | 17               | 8  | 14                   | 22                   | 45                   |                      |                      |
| 1989-1990  | Titan de Laval              | LHJMQ      | 56   | 18               | 70               | 88               | 108              | 13               | 7  | 9                    | 18                   | 26                   |                      |                      |
| 1990-1991  | Voltigeurs de Drummondville | LHJMQ      | 54   | 17               | 44               | 61               | 72               | 14               | 6  | 18                   | 24                   | 49                   |                      |                      |
| 1990-1991  | Canadiens de Montréal       | LNH        | 10   | 0                | 2                | 2                | 4                | --               | -- | --                   | --                   | --                   |                      |                      |
| 1991-1992  | Canadiens de Fredericton    | LAH        | 53   | 12               | 27               | 39               | 51               | --               | -- | --                   | --                   | --                   |                      |                      |
| 1991-1992  | Canadiens de Montréal       | LNH        | 26   | 2                | 8                | 10               | 20               | 11               | 2  | 4                    | 6                    | 6                    |                      |                      |
| 1992-1993  | Canadiens de Montréal       | LNH        | 70   | 10               | 21               | 31               | 79               | 20               | 0  | 4                    | 4                    | 18                   |                      |                      |
| 1993-1994  | Canadiens de Montréal       | LNH        | 53   | 2                | 21               | 23               | 63               | 7                | 0  | 4                    | 4                    | 6                    |                      |                      |
| 1994-1995  | Canadiens de Montréal       | LNH        | 35   | 4                | 8                | 12               | 26               | --               | -- | --                   | --                   | --                   |                      |                      |
| 1995-1996  | Canadiens de Montréal       | LNH        | 69   | 9                | 27               | 36               | 65               | 6                | 1  | 2                    | 3                    | 6                    |                      |                      |
| 1996-1997  | Canadiens de Montréal       | LNH        | 49   | 2                | 13               | 15               | 24               | 3                | 1  | 1                    | 2                    | 24                   |                      |                      |
| 1997-1998  | Canadiens de Montréal       | LNH        | 79   | 10               | 27               | 37               | 67               | 10               | 1  | 0                    | 1                    | 0                    |                      |                      |
| 1998-1999  | Canadiens de Montréal       | LNH        | 54   | 3                | 9                | 12               | 28               | --               | -- | --                   | --                   | --                   |                      |                      |
| 1999-2000  | Canadiens de Montréal       | LNH        | 54   | 10               | 25               | 35               | 18               | --               | -- | --                   | --                   | --                   |                      |                      |
| 2000-2001  | Canadiens de Montréal       | LNH        | 77   | 15               | 21               | 36               | 28               | --               | -- | --                   | --                   | --                   |                      |                      |
| 2001-2002  | Canadiens de Montréal       | LNH        | 71   | 4                | 29               | 33               | 25               | 10               | 1  | 1                    | 2                    | 2                    |                      |                      |
| 2002-2003  | Canadiens de Montréal       | LNH        | 73   | 4                | 25               | 29               | 32               | --               | -- | --                   | --                   | --                   |                      |                      |
| 2003-2004  | Canadiens de Montréal       | LNH        | 71   | 4                | 27               | 31               | 22               | 11               | 2  | 1                    | 3                    | 4                    |                      |                      |
| 2004-2005  | Kloten Flyers               | LNA        | 10   | 3                | 1                | 4                | 2                | --               | -- | --                   | --                   | --                   |                      |                      |
| 2005-2006  | Avalanche du Colorado       | LNH        | 80   | 10               | 28               | 38               | 55               | 9                | 0  | 1                    | 1                    | 4                    |                      |                      |
| 2006-2007  | Avalanche du Colorado       | LNH        | 33   | 1                | 10               | 11               | 22               | --               | -- | --                   | --                   | --                   |                      |                      |
| 2007-2008  | Canadiens de Montréal       | LNH        | 43   | 3                | 8                | 11               | 26               | 10               | 1  | 5                    | 6                    | 6                    |                      |                      |
| 2008-2009  | Canadiens de Montréal       | LNH        | 62   | 5                | 13               | 18               | 19               | 1                | 0  | 0                    | 0                    | 0                    |                      |                      |
| Totaux LNH | Totaux LNH                  | Totaux LNH | 1009 | 98               | 322              | 420              | 623              | 98               | 9  | 23                   | 32                   | 76                   |                      |                      |

## Trophées
- 1990-1991 : trophée Paul-Dumont de la personnalité de l'année de la Ligue de hockey junior majeur du Québec
- 1992-1993 : Coupe Stanley

## Distinctions
- Médaille d'honneur de l'Assemblée nationale, 2009[4]